# Волосов, Александр Иванович
Алекса́ндр Ива́нович Во́лосов (род. 21 февраля 1957, посёлок Нарышкино, Орловская область, СССР) — российский государственный и военный деятель, генерал-майор, действительный государственный советник Российской Федерации 1 класса (2011). Доктор экономических наук (2008). Директор Федерального агентства специального строительства (25 июля 2013 года — 5 июля 2017 года), первый заместитель министра Российской Федерации по делам гражданской обороны, чрезвычайным ситуациям и ликвидации последствий стихийных бедствий (10 августа 2012 года — 25 июля 2013 года).

## Биография
Родился 21 февраля 1957 года в посёлке Нарышкино Урицкого района Орловской области.
С 1974 года — на военной службе. В 1977 году окончил Московское высшее командное училище дорожных и инженерных войск (ныне — Военно-технический университет), в этом же году стал командиром аварийно-технического взвода. Занимал различные должности, являлся начальником штаба — заместителем командира полка.
В 1992 году назначен на должность командира 198-го отдельного механизированного полка гражданской обороны Ленинградского военного округа. В 1993 году окончил Военную академию тыла и транспорта имени А. В. Хрулёва.
В 1995 году перешёл на службу в систему МЧС России. Возглавлял отдел тыла и материальных ресурсов, являлся заместителем начальника центра по тылу — начальником тыла Центрального регионального центра МЧС России. В 1999 году окончил Российскую академию государственной службы при Президенте Российской Федерации, в этом же году был назначен на должность заместителя начальника департамента войск и спасательных формирований по материально-техническому обеспечению и вооружению МЧС России.
В 2003 году Волосов возглавил департамент материально-технического обеспечения и вооружения МЧС России. В 2004 году назначен на должность директора департамента тыла и вооружения МЧС России.
24 марта 2008 года назначен на должность заместителя министра РФ по делам гражданской обороны, чрезвычайным ситуациям и ликвидации последствий стихийных бедствий; руководил ведомством на тот момент Сергей Шойгу. Также в 2008 году Волосовым в Институте проблем региональной экономики РАН была защищена докторская диссертация на тему «Теория и методология государственного управления инвестиционной деятельностью».
6 декабря 2011 года Волосову был присвоен классный чин «действительный государственный советник Российской Федерации 1 класса». 10 августа 2012 года Волосов был назначен на пост первого заместителя руководителя МЧС России. Ведомство к тому времени возглавил Владимир Пучков.
С 25 июля 2013 года Волосов — директор Федерального агентства специального строительства (Спецстрой России). Являлся членом Коллегии Министерства обороны Российской Федерации.
29 декабря 2016 года Президент Российской Федерации подписал Указ № 727 «Об упразднении Федерального агентства специального строительства», согласно которому до 1 июля 2017 года Спецстрой России прекращает свою самостоятельную деятельность. Распоряжением Правительства Российской Федерации от 14 февраля 2017 года № 259-р срок ликвидации Спецстроя России установлен до 1 октября 2017 года. По сообщению газеты «Коммерсантъ», закрытым президентским указом от 5 июля 2017 года Волосов был освобождён от должности директора Спецстроя.

## Награды
Удостоен ряда государственных и ведомственных наград, среди них:
- орден «За военные заслуги»[1][2];
- орден «Знак Почёта»[1][2];
- медаль «За боевые заслуги»[1][2];
- другие награды.